# Shlomo Avineri

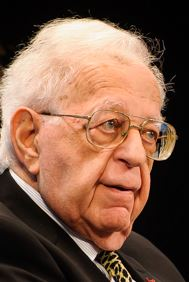
Shlomo Avineri (2014)

Shlomo Avineri (geboren als Jerzy Wiener 30. August 1933 in Bielsko, Polen; gestorben 1. Dezember 2023 in Jerusalem) war ein israelischer Politologe, Historiker und Politiker (Awoda). Er war Professor an der Hebräischen Universität von Jerusalem. In seinen Schriften beschäftigte er sich mit Marx, Hegel, der Geschichte des Sozialismus und des Zionismus.

## Leben
Shlomo Avineri emigrierte mit seinen Eltern 1939 kurz vor Ausbruch des Zweiten Weltkriegs nach Palästina. Die übrigen Mitglieder seiner jüdischen Großfamilie, drei seiner Großeltern, die sieben Geschwister seiner Mutter und fünf seiner Cousins und Cousinen, blieben im besetzten Polen zurück und wurden von den Deutschen rassisch verfolgt und ermordet.
Nach dem zweijährigen Militärdienst studierte er ab 1953 Geschichte und Sozialwissenschaften an der Hebräischen Universität Jerusalem. Zudem studierte er an der London School of Economics. Er wurde promoviert. Seine Übersetzungen von Marx ins Hebräische sowie seine Schriften zu Marx stießen schnell auf große Beachtung.
1973 wurde er zum Professor der Politikwissenschaften an der Hebräischen Universität berufen. Von 1975 bis 1977 war er Generaldirektor des israelischen Außenministeriums. 1979 erarbeitete er als Mitglied der ägyptisch-israelischen Kommission das Kulturabkommen beider Länder. An der Universität Jerusalem diente er als Dekan der Sozialwissenschaftlichen Fakultät und war Direktor des Instituts für Europäische Studien.
Er hatte Gastprofessuren an den Universitäten Yale, Cornell, University of California, Oxford, Central European University (damals in Budapest) und 2003 auch am Geschwister-Scholl-Institut der LMU München. Er war auswärtiges Mitglied der Polnischen Akademie der Gelehrsamkeit in Krakau. 2012 wurde er zum Mitglied der Israelischen Akademie der Wissenschaften gewählt.
Avineri starb am 1. Dezember 2023 im Alter von 90 Jahren. Avineri war verheiratet und hatte eine Tochter.

## Ehrungen und Auszeichnungen
- 1996: Israel-Preis
- 2013: EMET-Preis in der Kategorie „Sozialwissenschaften“

## Schriften (Auswahl)
- The Social and Political Thought of Karl Marx, Cambridge: Cambridge University Press, 1968
- Karl Marx on Colonialism and Modernization,  Garden City, NY:  Anchor Books, 1969
- Israel and the Palestinians
- Hegel's Theory of the Modern State, Cambridge 1972.
  - Hegels Theorie des modernen Staates. Aus dem Englischen von R. und R. Wiggershaus (Suhrkamp Taschenbuch Wissenschaft. Band 146), Frankfurt am Main 1976.
- Profile des Zionismus - Die geistigen Ursprünge des Staates Israel. 17 Porträts. Gütersloh 1998
- Arlosorof – A Political Biography
- The Making of Modern Zionism – The Intellectual Origins of the Jewish State, New York: Basic Books 1981 -Erweiterte Neuausgabe: New York: Basic Books 2017
- Moses Hess. Prophet of Communism and Zionism
- Europe's Century of Discontent, zusammen mit Zeev Sternhell
- Theodor Herzl und die Gründung des jüdischen Staates. Jüdischer Verlag im Suhrkamp Verlag, Berlin 2016, ISBN 978-3-633-54275-8.